# Xiao liyu tiao long men
Xiao liyu tiao long men (xinès simplificat: 小鲤跳龙门, pinyin: Xiǎo lǐyú tiào lóngmén, literalment 'La carpa xicoteta bota per damunt de la porta del draç') és un curtmetratge d'animació, dirigit per He Yumen i produït pel Shanghai Animation Film Studio de la Xina, sent una adaptació de la història del folklore xinés de la carpa saltant per sobre de la Porta del Drac.
L'any 1959, va guanyar el Premi de Plata a millor pel·lícula de dibuixos animats al Primer Festival Internacional de Cinema de Moscou celebrat a l'antiga Unió Soviètica.

## Sinopsi
La iaia carpa explica a les carpes xicotetes la història dels avantpassats de les carpes, i com botaven per damunt de la Porta del Drac. Va dir que hi havia una "Porta del Drac" molt, molt alta, en un lloc molt, molt llunyà. Els avantpassats de les carpes van fer tot el possible per passar per damunt d'aquella porta del drac, però ningú ho va aconseguir. Després d'escoltar la història, les carpes decideixen d'anar a buscar junts la porta del dracs sense dir-ho a la seua iaia. Van nadar fins a un embassament, pensant que era la "Porta del Drac", van cooperar entre ells, i després de diversos intents, finalment van botar i van vore un paisatge molt bonic. Més tard, després de ser informats per la germana Yanzi, van saber que el lloc que havien botat era la reserva longmen (porta del drac), i aprofiten per donar la bona notícia a la iaia.